# 2006 v římskokatolické církvi

## Leden
- 25. ledna - papež Benedikt XVI. vydal svoji první encykliku Deus caritas est. Ta se rychle zařadila mezi nejprodávanější a nejčtenější papežské dokumenty historie

## Únor
- 2. února - generál jezuitů Peter Hans Kolvenbach oznámil dopisem svolání 35. generální kongregace řádu na leden 2008 a zároveň naznačil, že hodlá ještě před jejím započetím rezignovat.
- 7. února - spor o smlouvu o výhradě svědomí mezi Slovenskem a Vatikánem vedl k pádu vlády, jehož následkem budou předčasné volby. Křesťanskodemokratické hnutí opustilo vládu poté, co vláda zamítla uzavření smlouvy
- 22. února - papež Benedikt XVI. jmenoval 22 nových kardinálů

## Květen
- 17. května - ve francouzském Cannes byla uvedena premiéra kontroverzního filmu Šifra mistra Leonarda, který řada křesťanských a islámským představitelů chápe jakou rouhačský (vzhledem k tvrzením o osobě Ježíše Krista). Zároveň je též chápán jako dílo dehonestující katolickou církev a Opus Dei.
- 25. května-28. května - papež Benedikt XVI. navštívil Polsko

## Červen
- 26. června - Nejvyšší soud v Brně po čtrnáctiletém sporu rozhodl, že katedrála svatého Víta a přilehlé budovy patří církvi.

## Červenec
- 8.-9. července - papež Benedikt XVI. navštívil Španělsko

## Září
- 12. září - papež Benedikt XVI. na přednášce na univerzitě v Řezně citoval slova byzantského císaře kritizující islám a Mohameda. Ačkoliv bylo z textu zřejmé, že jde o citát a demonstraci názoru, který papež za vlastní nepovažuje, byly reakcí bouřlivé demonstrace proti papeži a místy i výbuchy protikatolického násilí v muslimském světě. Papež později vyjádřil politování nad tím, že jeho slova byla mylně interpretována.

## Říjen
- 18. října - zemřel kardinál Pompedda, jeden z nejvýznamnějších církevních právníků 20. století, dlouholetý člen a posléze děkan Tribunálu Římské roty a prefekt Nejvyššího tribunálu Apoštolské signatury.

## Listopad
- 28. listopadu-1. prosince - papež Benedikt XVI. navštívil Turecko